# Mola di Bari
Mola di Bari es una localidad italiana de la provincia de Bari, región de Puglia, con 26.374 habitantes.

## Evolución demográfica
| Gráfica de evolución demográfica de Mola di Bari entre 1861 y 2001 |
|                                                                    |
| Fuente ISTAT - elaboración gráfica de Wikipedia                    |